# 정유민 (치어리더)
정유민(1992년 1월 22일~)은 대한민국의 치어리더이다.

## 경력
- 2014년 ~ 2015년 전주 KCC 이지스 응원단 치어리더
- 2015년 ~ 2016년 안양 KGC 인삼공사 응원단 치어리더
- 2017년 ~ 2019년 안산 OK저축은행 러시앤캐시 응원단 치어리더
- 2019년  NC 다이노스 응원단 치어리더
- 2016년 ~ 2021년 서울 삼성 썬더스 응원단 치어리더
- 2016년 ~ 2019, 2020~2022년 용인 삼성생명 블루밍스 응원단 치어리더
- 2015년 ~ 2018년, 2020 ~ 2023년 kt wiz